# Clonea Castle
Clonea Castle (irisch Caisleán Chluain Fhia) ist die Ruine einer Niederungsburg in Clonea, ca. 4 km östlich von Dungarvan im irischen County Waterford.

## Geschichte und Beschreibung
1851 pachtete der Arzt Charles Farran Clonea Castle von Rev. Walter McGuire. Sein Wert wurde damals mit £ 20 beziffert. Der Pachtvertrag war auf ein Jahr angesetzt und verlängerte sich jeweils um ein Jahr, wenn er nicht gekündigt wurde. Farran erklärte sich aber bereit, auszuziehen, falls bei einem Verkauf des Anwesens notwendig.
In den 1940er-Jahren gab die ITA an, dass Clonea Castle und das anschließende Clonea Nursing Home von der Familie McGuire errichtet worden sei. Die Burg sei „ein quadratischer Rohbau am Strand“. Muriel Bowen (1926–2000), eine irische Journalistin und Politikerin, wurde auf Clonea Castle geboren.